# Clifford Chance
Clifford Chance LLP és un bufet multinacional d'advocats amb seu a Londres, Anglaterra, i membre del "Cercle màgic" dels millors bufets d'advocats del Regne Unit. És un dels deu despatxos d'advocats més grans del món, mesurat tant pel nombre d'advocats com d'ingressos. Durant el 2013/2014 va tenir uns ingressos totals de 1.36 bilions de lliures esterlines, la més alta de qualsevol empresa del Cercle màgic en aquell any, i uns guanys per soci d'1.14 milions de lliures esterlines.
Clifford Chance es va formar el 1987 per la fusió de dos bufets d'advocats amb seu a Londres, el Clifford Turner i el Coward Chance. El 1999 es va fusionar amb la firma amb seu a Frankfurt Punder, Volhard, Weber & Axster i la firma amb seu a Nova York Rogers & Wells.